# 2° Bienal Latinoamericana de Arquitectura de Paisaje
La 2° edición de la Bienal Latinoamericana de Arquitectura de Paisaje premió a las mejores obras de arquitectura del paisaje construidas en Latinoamérica entre 2011 y 2016.
El evento fue organizado por la Sociedad de Arquitectos Paisajistas de México junto a la Universidad Marista de Mérida. Se llevó a cabo el 8 de octubre de 2016 en Mérida, México.

## Convocatoria y jurado
En la convocatoria internacional participaron 88 obras construidas y trabajos teóricos y de investigación sobre arquitectura del paisaje provenientes de Argentina, Brasil, Chile, Colombia, Costa Rica, México, Puerto Rico y Uruguay.
La organización estableció como criterios centrales "el respeto al paisaje y sus valores, compromiso con la sustentabilidad, la reutilización espacial y material, la integración y solución a problemáticas sociales, la regeneración ambiental y la integración de acciones culturales y conservación patrimonial".
El jurado estuvo integrado por Gabriel Díaz Montemayor, Raquel Peñalosa, Amaya Larrucea Garritz, Javier Muñoz Menéndez, José Tito Rojo, Manuel Casares Porcel y Claudia Oñate Pechini.

## Ganadores
| Premio                               | Premio                                              | Obra                                                                           | Diseñador(es) | País               | Ref.        |
| ------------------------------------ | --------------------------------------------------- | ------------------------------------------------------------------------------ | --- | ------------------ | ----------- |
| Gran Premio                          | Gran Premio                                         | Parques del Río Medellín                                                       | LATITUD, Taller de Arquitectura y Ciudad | Colombia           | [ 3 ] [ 4 ] |
| Obra construida                      | Residencias y conjuntos habitacionales              | Azoteas Verdes Nogal                                                           | Devas Diseño y Mantenimiento | México             | [ 3 ] [ 4 ] |
| Obra construida                      | Corporativos, oficinas e instituciones              | UVA de la Imaginación                                                          | Colectivo 720 | Colombia           | [ 3 ] [ 4 ] |
| Obra construida                      | Desarrollos turísticos, vialidades y carreteras     | Acceso a desarrollo San Antonio                                                | Central de Proyectos | México             | [ 3 ] [ 4 ] |
| Obra construida                      | Ecología y conservación urbano-regional             | Humedal demostrativo del Museo del Niño                                        | Taller de Ingeniería y Diseño | México             | [ 3 ] [ 4 ] |
| Obra construida                      | Parques y áreas recreativas                         | Parques del Río Medellín                                                       | LATITUD, Taller de Arquitectura y Ciudad | Colombia           | [ 3 ] [ 4 ] |
| Proyectos no construidos             | Proyecto profesional                                | Centro cívico en Medellín                                                      | Arquitectura y Paisaje + Colectivo 720 + LATITUD, Taller de Arquitectura y Ciudad                                                                                               | Colombia           | [ 3 ] [ 4 ] |
| Proyectos no construidos             | Proyecto estudiantil                                | Plan maestro de alianza entre el manglar y las comunidades costeras de Yucatán | Universidad Marista de Mérida | México             | [ 3 ] [ 4 ] |
| Trabajos teóricos y de investigación | Publicaciones                                       | Nezahualcóyotl, su legado como arquitecto y constructor del paisaje            | Medina y asociados arquitectos | México             | [ 3 ] [ 4 ] |
| Trabajos teóricos y de investigación | Tesis                                               | Categoría desierta                                                             | Categoría desierta | Categoría desierta | [ 3 ] [ 4 ] |
| Trabajos teóricos y de investigación | Ejercicios de investigación profesional o académica | Hacia el plan director del Parque Santa Teresa. La mirada paisajística         | Programa de Investigación “Paisaje y Espacio Público» (PPEP) del Instituto de Diseño (IDD) de la Facultad de Arquitectura, Diseño y Urbanismo de la Universidad de la República | Uruguay            | [ 3 ] [ 4 ] |